# Permis de chasser en France
Pour les autres articles nationaux ou selon les autres juridictions, voir Permis de chasser.
Le permis de chasser (aussi appelé permis de chasse dans le langage courant) est un document officiel permanent délivré par l'Office français de la biodiversité (OFB). Il autorise à son porteur, l'exercice de la chasse sur le territoire français sous condition de s'être acquitté des redevances cynégétiques (Validation). Le permis de chasser permet aussi l'acquisition et la détention d'armes de catégorie C et leurs munitions, toujours sous condition de validation.
Aujourd'hui en France, « Nul ne peut pratiquer la chasse s’il n’est titulaire et porteur d’un permis de chasser valable »

## Avant le permis de chasser
Le droit de chasse a longtemps été un privilège, accordé au roi et par le roi à certains de ses sujets. 
Il était régi dans les propriétés de la couronne suivant l'ordonnance de 1661 et des prescriptions datant de 1669 (qui seront pour partie intégrées dans la loi de 1844).
À la plupart des époques de la royauté, il fallait être autorisé par le roi, le seigneur ou l'abbaye propriétaire à chasser sur leurs terrains, souvent moyennant rétribution financière ou en nature. Le braconnage était parfois sévèrement réprimandé, mais cela n'a pas toujours été le cas. Ainsi, une ordonnance de Philippe le Long datée de 1318 évoque la manière de chasser, ainsi que des instruments de chasse, mais ne contient pas encore de dispositions restrictives précises ni générales pour tout le royaume. La poursuite et la capture du gibier n'étaient pas à cette époque exclusivement réservées aux seigneurs et à la noblesse.  En 1335 une ordonnance du roi Jean donne même à quiconque, le droit de chasse sans amende.
Différents souverains publient des ordonnances cherchant à prévenir « les inconvéniens, restreindre ou modifier le mauvais usage que l'on pouvait faire du port d'armes ».
À certaines époques (XIVe siècle notamment) les moines et autres ecclésiastiques se voient interdire la chasse, même sur leurs propres terres, afin qu'ils ne se détournent pas de leurs missions spirituelles. Le premier concile de Tours (convoqué en l'an 813, et plus tard le quinzième canon du concile de Latran renouvelèrent cette défense. « Venationem, occupationem, universis clericis interdicimus » ; La pénitence et la prière, dit saint Ambroise, sont les seules armes dont il soit permis aux ecclésiastiques de faire usage.
Alors que la population du royaume tend à augmenter et le gibier à régresser (certaines espèces telles que l'auroch, l'élan, le castor régressent rapidement, jusqu'à même disparaître), et pour éviter que « ceux qui devaient vaguer aux travaux de la campagne, aux arts et métiers, en fussent détournés par ce plaisir si plein d'attrait », il fut mis quelques entraves et conditions au droit de chasse (qui reste cependant longtemps entier voire encouragé pour ce qui est de la destruction des bêtes fauves ou de certaines espèces jugées nuisibles ; le loup particulièrement). La détention d'engins de chasse ou piégeage nécessite alors un permis spécial.
Une ordonnance interdit à toute personne de chasser dans les forêts royales (la liberté subsistant partout ailleurs, ensuite restreinte aux seuls gentilshommes par l'ordonnance de Charles VI  de 1396, seconde prohibition générale de chasse.
Henri II, Charles IX et Henri III publient aussi des ordonnances visant la conservation des forêts et du gibier. Celle de Henri II, du 5 janvier 1549, fixe aussi pour la première fois un prix au gibier.
Henri IV, en 1601, fit un règlement complétant l'ordonnance de 1602 sur les fiefs proches des forêts du roi « S'y plaignant de la licence que chacun s'est voulu de tout temps attribuer de chasser indifféremment partout, il renouvela, sous les peines les plus sévères, les défenses précédemment faites à toutes personnes de chasser dans les garennes et forêts du roi, à toute sorte de gibier, et hors dy-celles aux cerfs, biches et faons, si ce n'est à ceux qui en avaient titre, ou qui avaient joui de cette liberté sous François Ier. Il y permit seulement l'usage des toiles à grosses bêtes, des poches et panneaux à prendre des lapins, des halliers à cailles, des nappes et filets pours allouettes, grives, merles, ramiers, pluviers, bécasses, sarcelles et autres oiseaux de passage ».

## La Révolution française
Les Révolutionnaires abolissent les privilèges, dont celui qui faisait que seuls les nobles pouvaient chasser.
La « démocratisation » du droit de chasse à la Révolution va alors entraîner une chasse généralisée, souvent avec l'accord tacite ou non des propriétaires, conduisant à l'extermination de certaines espèces. 
En 1810 Napoléon Ier décide de juguler cette extermination en mettant en place des « passeports de chasse » et « permis de port d'armes de chasse » et ayant abouti à la presque disparition de certains animaux (grands cervidés) ou à leur disparition dans certaines régions (Nord de la France par exemple).

## Le permis de port d'arme et permis de chasse
Au début du XIXe siècle, il n'y a pas de code de la chasse ni de l'environnement. Le droit de la chasse est alors encore très jurisprudentiel et issu de la Cour de cassation voire de la louveterie et des cours royales qui se sont succédé et les excès de la chasse et le braconnage sont causes de la régression ou disparition de nombreuses espèces, faisant dire à J. Perrève ancien procureur du roi que « les vrais chasseurs (...) voyaient avec chagrin le pillage et la dévastation du gibier organisés et développés de telle sorte qu'il était facile d'assigner l'époque rapprochée ou le peu qui nous en reste aurait complètement disparu du sol, comme autrefois plusieurs espèces dont l'on ne connaît actuellement que les noms »
Bien que selon J. Perrève (Juge au tribunal de Neufchâtel), soulevant « les questions les plus graves de l'agriculture, de la propriété et de la sécurité publique viennent se rattacher à l'exercice du droit de chasse et à la police de cette faculté » la chasse n'est pas encore clairement régulée par une loi nationale ; « la loi du 30 avril 1790, excessive dans sa mansuétude, incomplète dans ses dispositions, regardée comme provisoire seulement, demeura dans un état d'imperfection qui laissait beaucoup à désirer, beaucoup à interpréter +. La réforme de la législation sur la police de la chasse, la nécessité de dispositions nouvelles avaient donc passé depuis longtemps, d'une manière complète, dans la conviction des hommes qui observent avec quelque soin le mouvement des affaires publiques : on avait senti les abus ; on en a voulu la répression, dans le double intérêt de l'agriculture et de la conservation du gibier. Évidemment, la législation sur la police de la chasse a dû subir ces influences ; et de nombreux avertissements, venus de tous les points du royaume, fortifiant chaque jour ses propres observations, le gouvernement fut déterminé à soumettre aux chambres un projet de loi qui, approprié aux besoins et aux devoirs de la civilisation, eût une action puissante et permanente sur les contraventions qui étaient commises par le grand nombre des habitants de nos campagnes, réprimât en ce point les actions qui blessent le droit d'autrui, et mit fin aux désordres qui excitaient ces unanimes réclamations. C'est ainsi que l'excès du mal en a provoqué le remède ».
En 1844, dans le cadre de la « législation rurale », en complément de la loi du 30 avril 1790, le législateur précise les délits et peines de chasse et le droit de la chasse dans les forêts de l'État, les propriétés de la liste civile, des communes, des établissements publics et des particuliers.  Cette loi précise les limites du droit de chasse qu'elle estime imposées par l'utilité publique (destruction des loups ou d'autres espèces jugées nuisibles à l'agriculture ou à la pisciculture) et associe étroitement le droit de chasse au droit de la propriété. 
Chasser nécessite alors un simple permis de port d'arme  spécifique dit permis de chasse,  délivré annuellement par le maire de la commune du chasseur. Cette décision est prise le 3 mars 1844, par le Parlement français dans le cadre d'une refonte de l'organisation de la chasse dans son ensemble.

« Dans le temps où la chasse est ouverte, le permis donne à celui qui l’a obtenu le droit de chasser de jour, à tir, et à courre sur ses propres terres et sur les terres d’autrui avec le consentement de celui à qui le droit de chasse appartient. »

— Article 9 alinéa 1 de la loi du 3 mai 1844
Au XIXe siècle, ce permis vaut alors vingt-cinq francs, ce qui correspond à un mois de salaire d'un ouvrier agricole. La chasse redevient réservée aux couches favorisées.
Jusqu'aux lois de décembre 1974/mai 1975, le « permis de chasse » était obtenu sans examen à partir de 16 ans en adhérant à une fédération départementale de chasseurs et en payant une « vignette » annuelle.

### Les lois de 1974 et 1975
Ces deux lois recadrent le financement de la chasse : les fédérations départementales des chasseurs étaient antérieurement dépendantes des subventions versées par le Conseil supérieur de la chasse puis de l’Office national de la chasse et de la faune sauvage (ONCFS), elles deviennent financièrement autonomes en ayant le droit de toucher une taxe versée par les chasseurs.
Les mouvements de protection de la nature se développant dans les années 1970, des négociations pour un examen s'engagent dès 1967 entre des associations écologiques, les fédérations de chasseurs (dont les membres craignent alors la remise en cause de cet acquis de la Révolution française et y voient une première étape à la suppression de la chasse alors que Jacques Hamelin, président de l’Union nationale des Fédérations départementales des Chasseurs, est conscient de la nécessité de restaurer l'image du chasseur auprès du citadin), l'ONCFS et le ministère de l'Environnement pour que les aspirants chasseurs passent un examen théorique sur la base de diapositives, à l'instar du permis de conduire.
Ce nouveau « permis de chasser » est un document permanent, qui vaut alors pièce d'identité, comme le permis de conduire, d'abord délivré par le préfet du département, puis par simplification administrative (à partir du 1er septembre 2009) par le directeur général de l'ONCFS. Il est basé sur une épreuve théorique est obligatoire en 1976 : il affiche un taux de réussite de 96 % la première année, 87 % la deuxième année et 70 % la troisième. 
Cet examen est complété par des épreuves pratiques complètes depuis le 1er janvier 2003 (21 situations sur 3 ateliers différents : parcours de chasse avec tir à blanc ; tir à cartouches réelles sur des plateaux d'argile colorés symbolisant des espèces chassables ou protégées ; tir à l'arme rayée sur sanglier courant pour simuler un tireur posté en battue de gros gibier). Les détenteurs de l'ancien permis de chasse (appelés « permis blanc ») sont dispensés de l'examen. Ces épreuves ne peuvent se dérouler que dans des installations départementales (sous l'égide des fédérations) certifiées par l'ONCFS  (pour le compte de l’État) conforme à certaines caractéristiques techniques. 
Une formation pratique a été mise en place par la loi du 26 juillet 2000. Elle est obligatoire avec « attestation de participation » signée du président (ou de son représentant) de la Fédération départementale ou interdépartementale des chasseurs où le candidat a suivi la formation. 
L'épreuve théorique est constituée de vingt-et-une questions à choix multiple portant sur des situations décrites dans un film avec arrêt sur image objet de la question. Seize bonnes réponses sont nécessaires pour valider cette épreuve qui vise à démontrer que la personne a un certain niveau de connaissance sur la faune sauvage et la gestion de ses habitats ; les pratiques de chasse, les armes, les munitions et leur emploi ; la législation et la police de la chasse et de la protection de la nature ; la sécurité durant la chasse.
Elle donne droit à l'épreuve pratique (notée sur vingt-et-un points dont deux pour le comportement du candidat), qui simule un parcours de chasse (tir à blanc), impose un tir sur plateau d'argile et sur (faux) sanglier courant. 
Un groupe de vingt-cinq inspecteurs régionaux du permis de chasser (agents de l’ONCFS) encadrent les examens dans toute la France.
Pour préparer son permis, il faut avoir 15 ans révolus (pas de plafond maximum d'âge), présenter « un certificat médical attestant que son état de santé physique et psychique est compatible avec la détention d’une arme ». Il doit aussi présenter une déclaration sur l'honneur de ne pas être privé par la justice ou par décision préfectorale du droit de détention ou de port d’armes. Il peut s'appuyer sur des guides tels que L'Examen du permis de chasser de Gastinne Renette. 
Après les examens, pour avoir le droit de chasser, le pratiquant doit valider son permis de chasser, « selon la période et la zone géographique souhaitée ». 

## Réforme du permis de chasser
Dès 2014, des évolutions ont été proposées par la Fédération nationale des chasseurs (FNC) qui avait lors des États Généraux fait de ce sujet un chantier prioritaire, et par l’ONCFS qui est l'autorité chargée de l'examen. Ces modifications sont présentées comme destinées à simplifier la procédure, sans nuire à la sécurité « dans l’intérêt des candidats ».  
Il n'y a plus qu'une épreuve unique, composée de cinq « ateliers » dont quatre d'exercices pratiques intégrant obligatoirement le maniement d’une arme semi-automatique (cf. sécurité), le cinquième étant un « atelier » de 10 questions théoriques. L'épreuve est notée sur 31 points, le candidat est reçu s'il obtient un minimum de 25 points sans faute éliminatoire (faute mettant en péril la sécurité du chasseur ou d'autrui),.
La loi 24 juillet 2019 charge, pour le compte de l'État, l'Office français de la biodiversité de l'organisation, de l'examen du permis de chasser ainsi que de la délivrance du permis de chasser confiés aux fédérations départementales des chasseurs. Un décret du 5 février 2020 précise la procédure de délivrance de l’autorisation de chasser accompagné. 
Malgré ces réformes, le permis de chasse français souffre d'insuffisances amenant la Wallonie, les Pays-Bas et le Luxembourg à ne pas le reconnaître. 